# Саріанна Савола
Саріанна Джоанна Савола (фін. Sarianne Johanna Savola; нар. 13 березня 1987, Пирконмякі, Центральна Фінляндія) — фінська борчиня вільного стилю, бронзова призерка чемпіонату Європи.

## Біографія
Боротьбою почала займатися з 1995 року. Була другою на чемпіонаті Європи 2006 року серед юніорів.

## Спортивні результати на міжнародних змаганнях

### Виступи на Чемпіонатах світу
| Змагання                        | Збірна    | Вагова категорія          | Місце |
| ------------------------------- | --------- | ------------------------- | ----- |
| Чемпіонат світу з боротьби 2005 | Фінляндія | жіноча боротьба, до 48 кг | 23    |
| Чемпіонат світу з боротьби 2007 | Фінляндія | жіноча боротьба, до 48 кг | 20    |
| Чемпіонат світу з боротьби 2009 | Фінляндія | жіноча боротьба, до 48 кг | 24    |
| Чемпіонат світу з боротьби 2011 | Фінляндія | жіноча боротьба, до 48 кг | 32    |

### Виступи на Чемпіонатах Європи
| Змагання                         | Збірна    | Вагова категорія          | Місце  |
| -------------------------------- | --------- | ------------------------- | ------ |
| Чемпіонат Європи з боротьби 2007 | Фінляндія | жіноча боротьба, до 48 кг | 9      |
| Чемпіонат Європи з боротьби 2009 | Фінляндія | жіноча боротьба, до 48 кг | Бронза |
| Чемпіонат Європи з боротьби 2011 | Фінляндія | жіноча боротьба, до 48 кг | 12     |
| Чемпіонат Європи з боротьби 2012 | Фінляндія | жіноча боротьба, до 48 кг | 10     |
| Чемпіонат Європи з боротьби 2014 | Фінляндія | жіноча боротьба, до 48 кг | 15     |
| Чемпіонат Європи з боротьби 2016 | Фінляндія | жіноча боротьба, до 48 кг | 9      |

### Виступи на інших змаганнях
| Змагання                                                         | Збірна    | Вагова категорія          | Місце  |
| ---------------------------------------------------------------- | --------- | ------------------------- | ------ |
| Гран-прі Німеччини з боротьби 2005                               | Фінляндія | жіноча боротьба, до 48 кг | Золото |
| Гран-прі Німеччини з боротьби 2006                               | Фінляндія | жіноча боротьба, до 48 кг | Бронза |
| Klippan Lady Open 2008                                           | Фінляндія | жіноча боротьба, до 48 кг | 5      |
| Гран-прі Німеччини з боротьби 2008                               | Фінляндія | жіноча боротьба, до 48 кг | Бронза |
| Олімпійський кваліфікаційний турнір з боротьби 2008 (Хапаранда)  | Фінляндія | жіноча боротьба, до 48 кг | 19     |
| Klippan Lady Open 2009                                           | Фінляндія | жіноча боротьба, до 48 кг | 5      |
| Гран-прі Німеччини з боротьби 2009                               | Фінляндія | жіноча боротьба, до 48 кг | 20     |
| Klippan Lady Open 2010                                           | Фінляндія | жіноча боротьба, до 48 кг | 8      |
| Золотий Гран-прі з боротьби 2010 (Кліппан )                      | Фінляндія | жіноча боротьба, до 48 кг | 8      |
| Турнір Яшара Догу 2011                                           | Фінляндія | жіноча боротьба, до 48 кг | Бронза |
| Klippan Lady Open 2011                                           | Фінляндія | жіноча боротьба, до 48 кг | 7      |
| Турнір Дана Колова — Николи Петрова 2012                         | Фінляндія | жіноча боротьба, до 48 кг | Срібло |
| Олімпійський кваліфікаційний турнір з боротьби 2012 (Софія)      | Фінляндія | жіноча боротьба, до 48 кг | 5      |
| Олімпійський кваліфікаційний турнір з боротьби 2012 (Гельсінкі)  | Фінляндія | жіноча боротьба, до 48 кг | 5      |
| Чемпіонат світу з боротьби серед студентів 2012                  | Фінляндія | жіноча боротьба, до 48 кг | 5      |
| Турнір Дана Колова — Николи Петрова 2014                         | Фінляндія | жіноча боротьба, до 48 кг | Бронза |
| Гран-прі Парижа з боротьби 2016                                  | Фінляндія | жіноча боротьба, до 48 кг | 8      |
| Klippan Lady Open 2016                                           | Фінляндія | жіноча боротьба, до 48 кг | 9      |
| Олімпійський кваліфікаційний турнір з боротьби 2016 (Улан-Батор) | Фінляндія | жіноча боротьба, до 48 кг | 11     |
| Олімпійський кваліфікаційний турнір з боротьби 2016 (Стамбул)    | Фінляндія | жіноча боротьба, до 48 кг | 16     |

### Виступи на змаганнях молодших вікових груп
| Змагання                                       | Збірна    | Вагова категорія          | Місце  |
| ---------------------------------------------- | --------- | ------------------------- | ------ |
| Чемпіонат світу з боротьби серед юніорів 2005  | Фінляндія | жіноча боротьба, до 48 кг | 8      |
| Чемпіонат Європи з боротьби серед юніорів 2005 | Фінляндія | жіноча боротьба, до 48 кг | 5      |
| Чемпіонат Європи з боротьби серед юніорів 2006 | Фінляндія | жіноча боротьба, до 48 кг | Срібло |
| Чемпіонат світу з боротьби серед юніорів 2006  | Фінляндія | жіноча боротьба, до 48 кг | 8      |
| Чемпіонат Європи з боротьби серед юніорів 2007 | Фінляндія | жіноча боротьба, до 48 кг | 7      |
| Чемпіонат світу з боротьби серед юніорів 2007  | Фінляндія | жіноча боротьба, до 48 кг | 5      |
| Чемпіонат Європи з боротьби серед кадетів 2002 | Фінляндія | жіноча боротьба, до 43 кг | 6      |
| Чемпіонат Європи з боротьби серед кадетів 2003 | Фінляндія | жіноча боротьба, до 46 кг | 5      |
| Чемпіонат Європи з боротьби серед кадетів 2004 | Фінляндія | жіноча боротьба, до 46 кг | 6      |